# Tarrant Launceston
Tarrant Launceston – wieś w Anglii, w hrabstwie Dorset. Leży 32 km na północny wschód od miasta Dorchester i 153 km na południowy zachód od Londynu.